# Соколов Михайло Васильович
Михайло Васильович Соколов (22 липня 1929, село Станіславчик, тепер Жмеринського району Вінницької області — 31 січня 2006, місто Тернопіль) — український радянський діяч, 1-й секретар Тернопільського міського комітету КПУ, секретар Тернопільського обласного комітету КПУ.

## Біографія
У 1952 році закінчив Харківський гірничо-індустріальний інститут.
У 1954—1959 роках — завідувач майстерень, головний інженер Загаєцької машинно-тракторної станції (МТС) Підгаєцького району Тернопільської області.
Член КПРС.
У 1959—1961 роках — директор ремонтно-технічної станції (РТС), голова Великоглибочського районного відділу «Сільгосптехніки» Тернопільської області.
У 1961—1962 роках — 2-й секретар Великоглибочського районного комітету КПУ Тернопільської області.
У 1962—1965 роках — секретар партійного комітету Кременецького промислово-виробничого управління Тернопільської області.
У 1965—1969 роках — 1-й секретар Заліщицького районного комітету КПУ Тернопільської області.
У 1969—1971 роках — заступник голови виконавчого комітету Тернопільської обласної ради депутатів трудящих.
19 червня 1971 — 1981 року — 1-й секретар Тернопільського міського комітету КПУ Тернопільської області.
У 1981 — 11 січня 1986 року — секретар Тернопільського обласного комітету КПУ з питань промисловості.
У 1986—1990 роках — голова Тернопільського обласного комітету народного контролю.
У 1990—2000 роках — заступник голови правління Тернопільської обласної організації Українського фонду миру.
Помер 31 січня 2006 року в місті Тернополі.

## Нагороди
- орден Трудового Червоного Прапора
- два ордени «Знак Пошани»
- медаль «За трудову доблесть» (26.02.1958)
- медалі